# Boyd Alexander
Boyd Alexander (16 de janeiro de 1873 - 2 de abril de 1910) foi um oficial do Exército Britânico, explorador e ornitólogo britânico
Alexander foi membro de uma expedição que percorreu África, desde o rio Niger até ao rio Nilo, explorando a área do Lago Chade. Alexander foi acompanhado pelo seu irmão Claud, pelo Capitão G. B. Gosling e por José Lopes. Em fevereiro de 1904 partiram da foz do rio Niger, viajando rio acima em direcção a Lokoja. Claud morreu em Outubro devido a febre tifóide depois de examinar a zona de Murchison Range. Boyd e Gosling exploraram a área em redor do lago Chade. Gosling morreu em junho de 1906, em Niangara, devido a malária. Então, Boyd segui pelo rio Kibali, alcançando, no final do ano, o Nilo, e retornou a Inglaterra em fevereiro de 1907. No final desse ano, Alexandre publicou o relato da viagem em From The Niger To The Nile.
Em 1908 foi premiado com a Medalha de Ouro da Royal Geographical Society "por estes três anos, viajando através de África, desde o Niger até ao Nilo."
Alexander e Lopes novamente viajaram até África em 1909. Visitaram a tumba de Claud em Maifoni (em Bornu) e depois continuaram até Ouadai. Boyd foi assassinado nuna disputa com tribos locais, perto de Nyeri. O seu corpo foi resgatado por soldados franceses e enterrado perto de seu irmão, em Maifoni.